# 寒武紀科技
寒武紀科技（上交所：688256，简称：寒武纪-U）是北京市一所人工智能技術公司，是全球第一個量產商業人工智能晶片的公司，名稱取自寒武紀大爆發認為人工智能改寫世界的曙光已經出現。創立人陈天石教授曾获国家自然科学基金委员会“优青”、CCF-Intel青年学者奖、中国计算机学会优秀博士论文奖。

## 历史
2016年推出的寒武紀深度神經網絡處理器-1A（Cambricon-1A）是世界首款商用深度学习专用处理器。与特斯拉增强型自动辅助驾驶、IBM Watson等同时入选第三届世界互联网大会（乌镇）评选的十五项“世界互联网领先科技成果”。
2016年中科曙光(603019.SH) 與寒武紀科技有限公司達成戰略合作協議。
2017年起華為海思半導體手機用處理器麒麟970、980採用寒武紀科技的人工智能副單元，加以商業化。
2020年7月20日在上海证券交易所科创板挂牌上市。股东包括阿里创投、科大讯飞、湖北联想、中科图灵、国新资本、中科院创投等。
2024年，由于华为开始自研NPU，寒武纪科技已不在华为的供应链中。

## DianNaoYu
早在2014年起中國科學院計算技術研究所陳雲霽、陳天石課題組提出的深度學習處理器指令集DianNaoYu被計算機體系結構領域頂級國際會議ISCA 2016所接收，其評分排名所有近300篇投稿的第一名。模擬實驗表明，採用DianNaoYu指令集的寒武紀深度學習處理器相對於x86指令集的CPU有兩個數量級的性能提升。
DianNaoYu指令集技術已經獲兩篇ASPLOS，兩篇ISCA，一篇MICRO，一篇HPCA，這些是計算機體系結構方面國際四大頂級會議認證。

## 评价
EE Times『Silicon 60』榜单2017、2018寒武紀兩次入榜，此榜單是美国著名半导体杂志《EE Times》每年或兩年選出世界最值得關注的60家半導體相關企業。